# Anatolij Roščin
Anatolij Aleksandrovič Roščin (in russo Анатолий Александрович Рощин?; 10 marzo 1932 – San Pietroburgo, 5 gennaio 2016) è stato un lottatore sovietico, dal 1991 russo, specializzato nella lotta greco-romana.

## Palmarès

### Olimpiadi
- 3 medaglie:
  - 1 oro (Monaco di Baviera 1972 nei 100 kg)
  - 2 argenti (Tokyo 1964 nei 97 kg; Città del Messico 1968 nei 97 kg)

### Mondiali
- 6 medaglie:
  - 3 ori (Helsingborg 1963 nei 97 kg; Mar del Plata 1969 nei 100 kg; Edmonton 1970 nei 100 kg)
  - 3 argenti (Toledo 1962 nei 97 kg; Bucarest 1967 nei 97 kg; Sofia 1971 nei 100 kg)

### Europei
- 1 medaglia:
  - 1 oro (Essen 1966 nei 97 kg)